# Maya Lawrence
Maya Lawrence (* 17. Juli 1980 in New York City) ist eine ehemalige US-amerikanische Degenfechterin.

## Erfolge
Maya Lawrence nahm an den Olympischen Spielen 2012 in London teil, bei denen sie die Einzelkonkurrenz auf dem 16. Rang abschloss. Im Mannschaftswettbewerb erreichte sie mit der US-amerikanischen Equipe das Halbfinale, das gegen Südkorea verloren wurde. Das abschließende Gefecht um Platz drei gegen Russland endete mit 31:30 knapp zugunsten der US-Amerikanerinnen, zu denen neben Lawrence noch Susie Scanlan, sowie Courtney und Kelley Hurley gehörten. Im selben Jahr wurde sie in Cancún sowohl im Einzel- als auch im Mannschaftswettbewerb Panamerikameisterin.
Lawrence studierte an der Princeton University, für die sie auch im Collegesport aktiv war. Sie machte 2002 ihren Abschluss in Politikwissenschaften und African American studies.